# The Field Guide to Evil
The Field Guide To Evil est un film d'horreur d'anthologie, réalisé par plusieurs réalisateurs différents (Peter Strickland, Veronika Franz et Severin Fiala, Katrin Gebbe, Yannis Veslemes, Ashim Ahluwalia, Agnieszka Smoczyńska, Can Evrenol et Calvin Reeder), sorti en 2018..

## Distribution
- Marlene Hauser : Kathi
- Luzia Oppermann : Valerie
- Karin Pauer : Trud
- Birgit Minichmayr : la mère
- Naz Sayiner : Songul
- Sureyya Kucuk : la belle-mère
- Andrzej Konopka : Kindler
- Urszula Zerek : Virgin
- Dariusz Choros : Obese Deadman
- Bogdan Teliszewski : Judge
- Ireneusz Koziol : Officer
- Radoslaw Chrzescianski : Peasant
- Tomasz Kolankiewicz : policier 1
- Marek Bauman : le ministre
- Kannon Hicks : Arnold
- Jilon VanOver : Chris
- Sarah Navratil : Macie
- Luca Flaim : William
- Claude Duhamel : Hiker
- Paul Ford : le docteur